# Biserica de lemn din Sadu

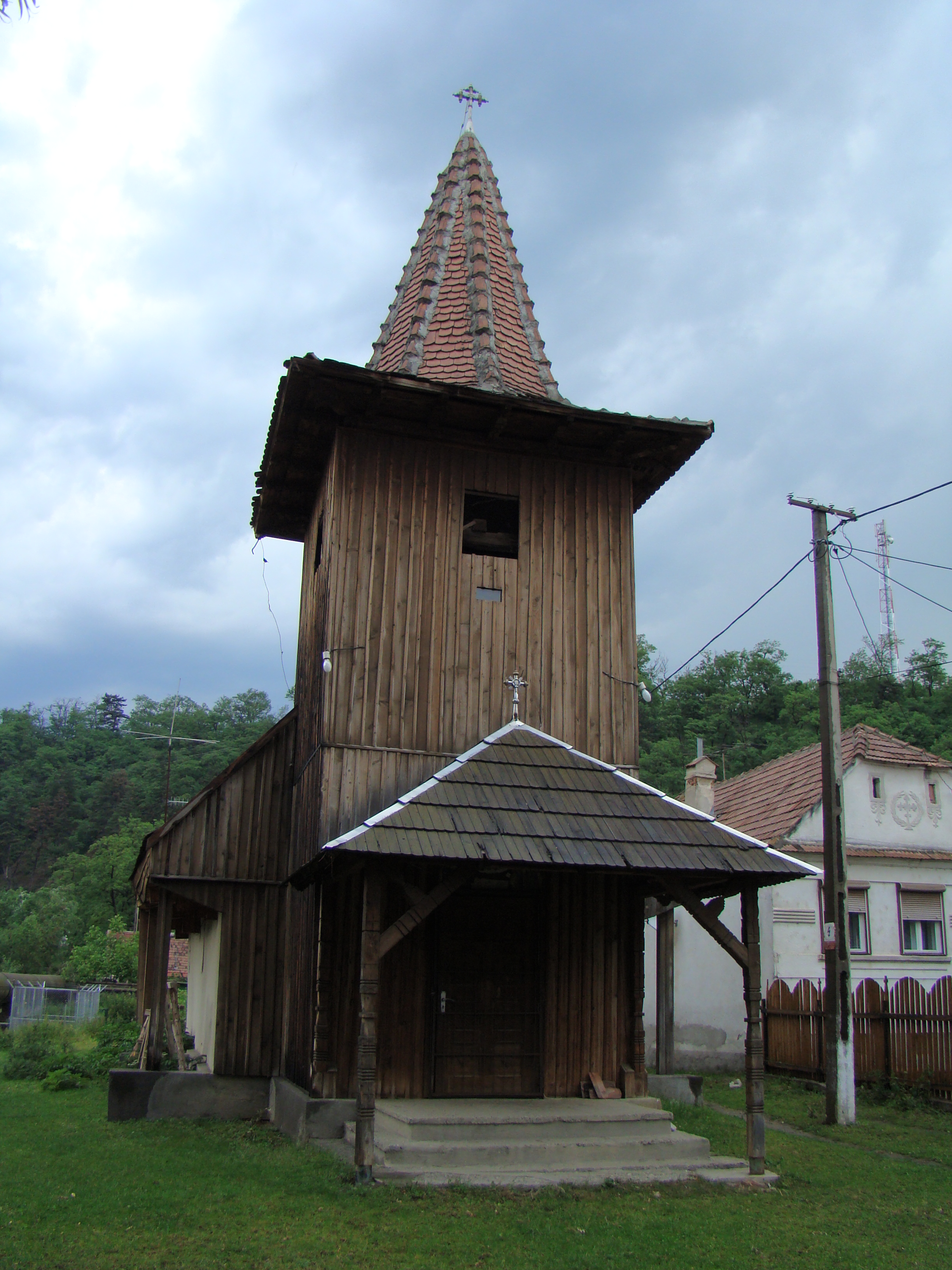
Biserica de lemn „Adormirea Maicii Domnului” din Sadu, comuna Sadu, județul Sibiu, foto iunie 2009.

Biserica de lemn din Sadu, comuna Sadu, județul Sibiu datează de la sfârșitul secolului al XVIII lea. .Are hramul „Adormirea Maicii Domnului”. Biserica se află pe noua listă a monumentelor istorice sub codul LMI:  SB-II-m-B-12530.

## Imagini

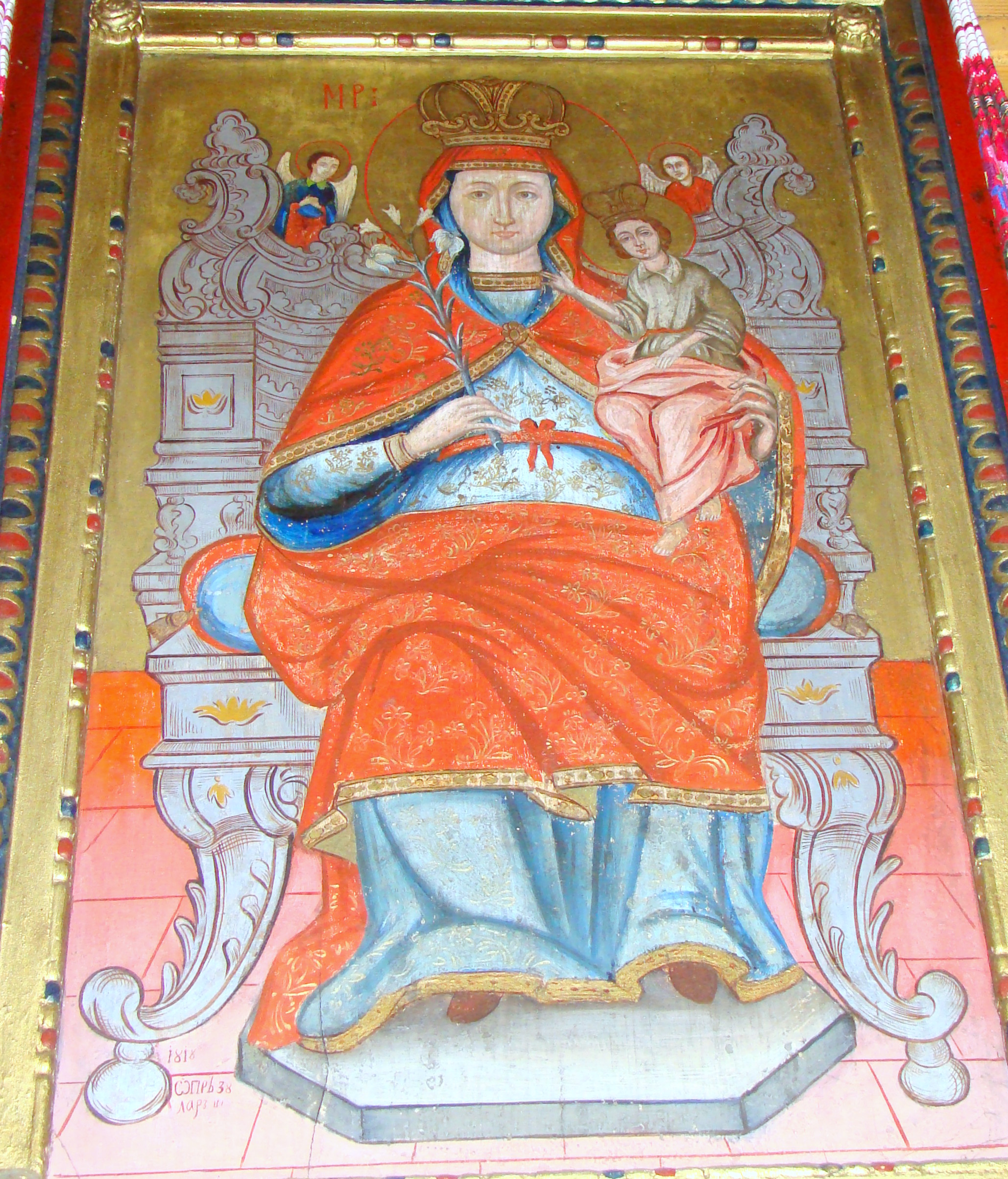
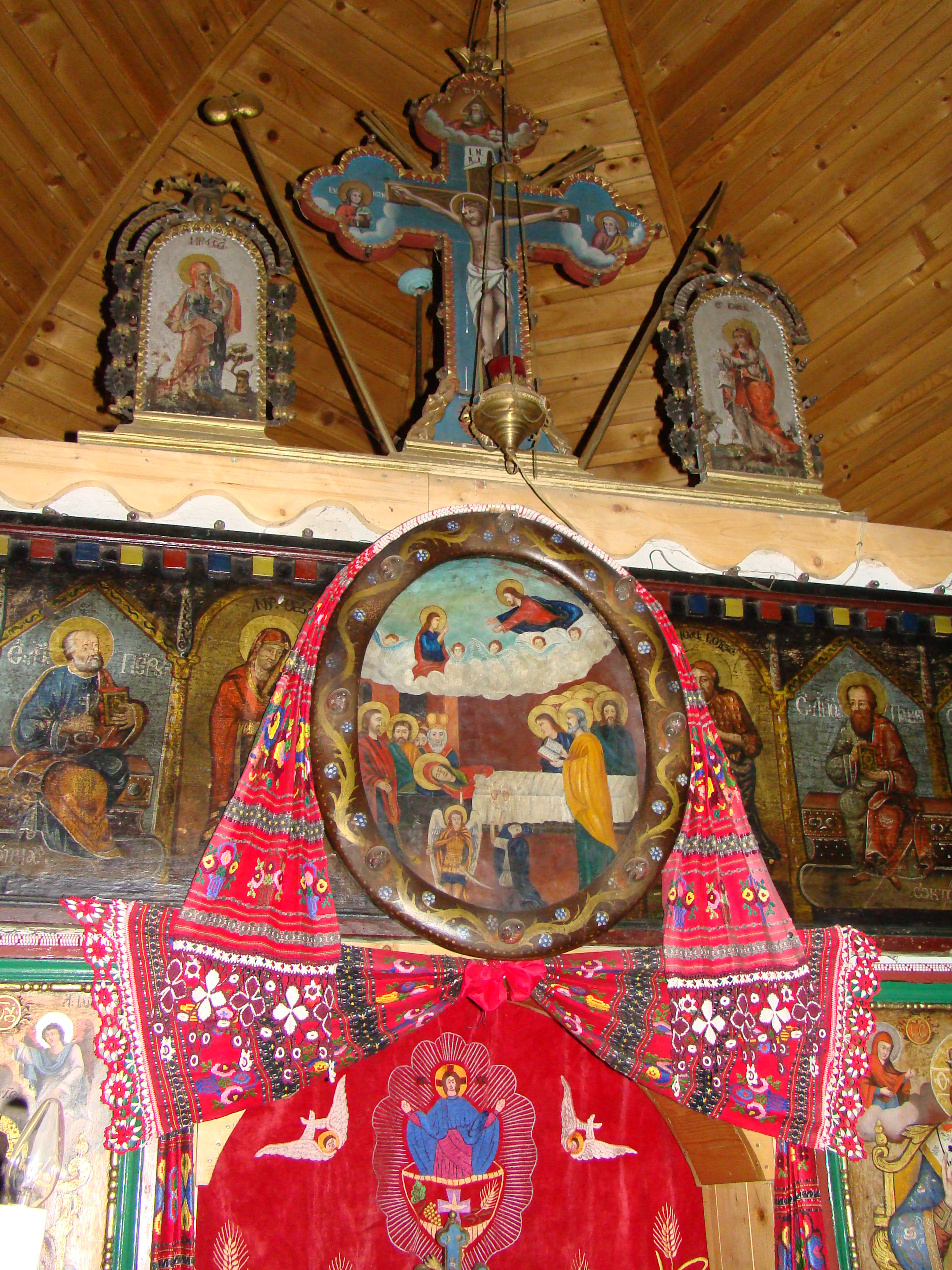
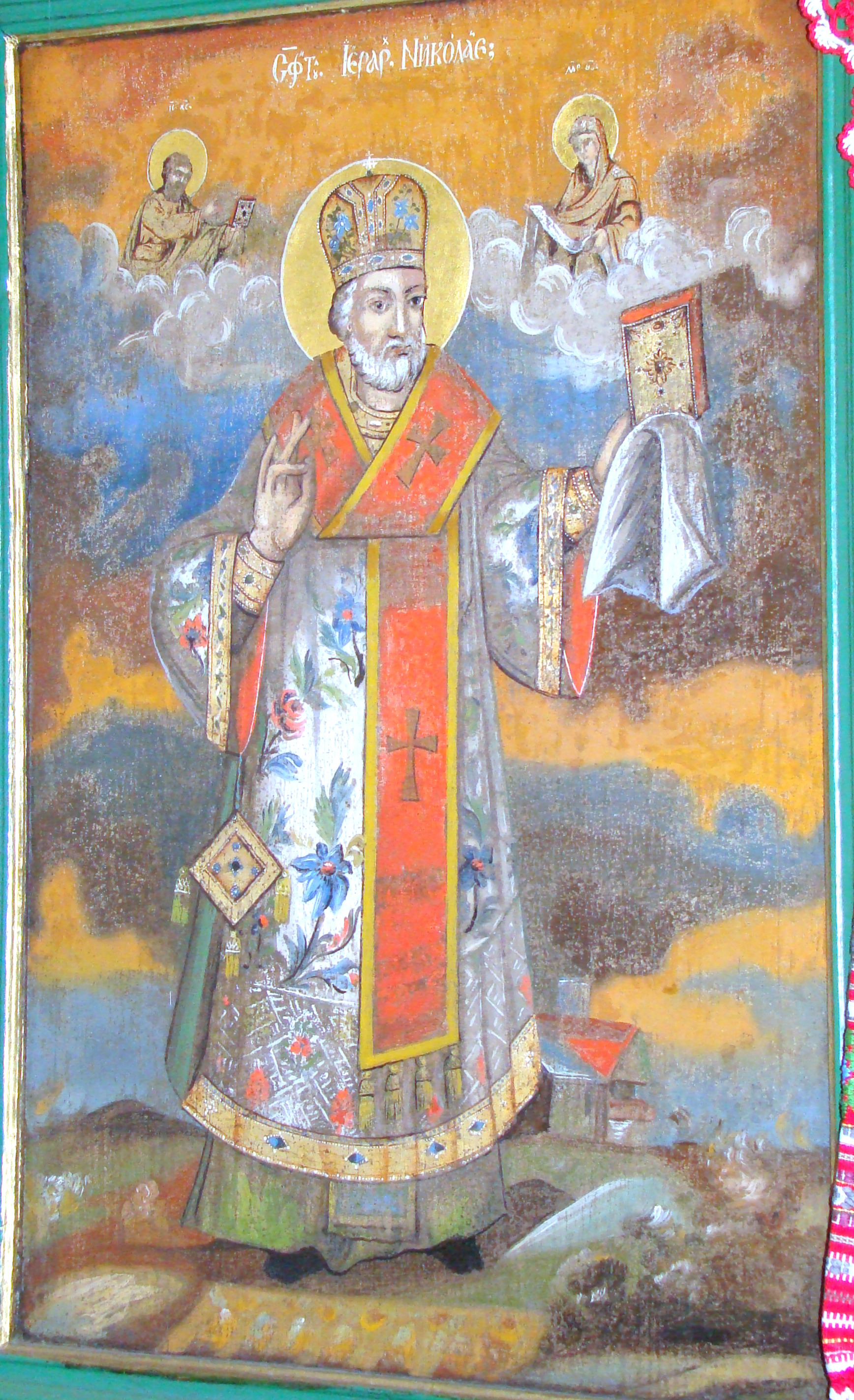
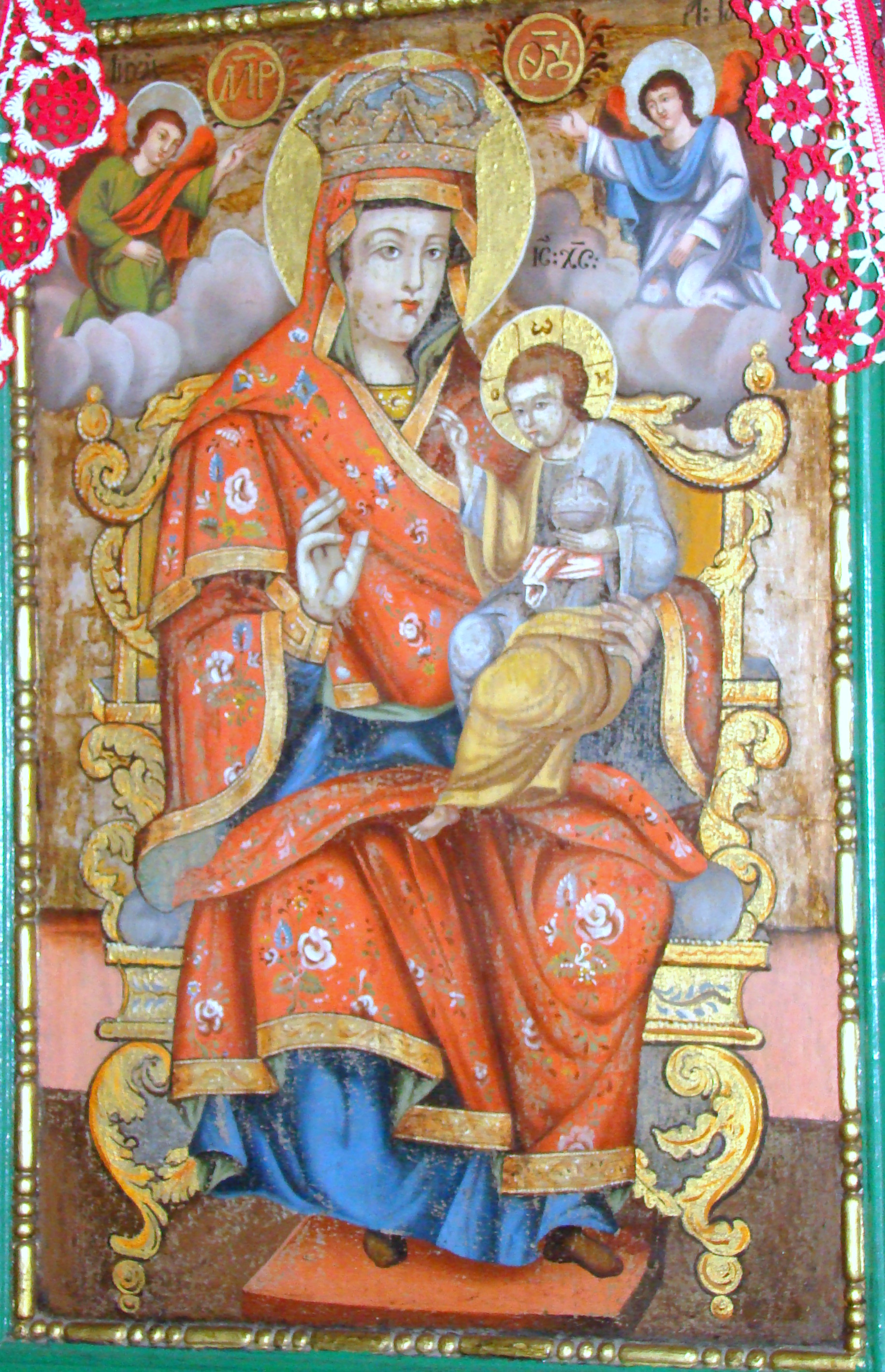
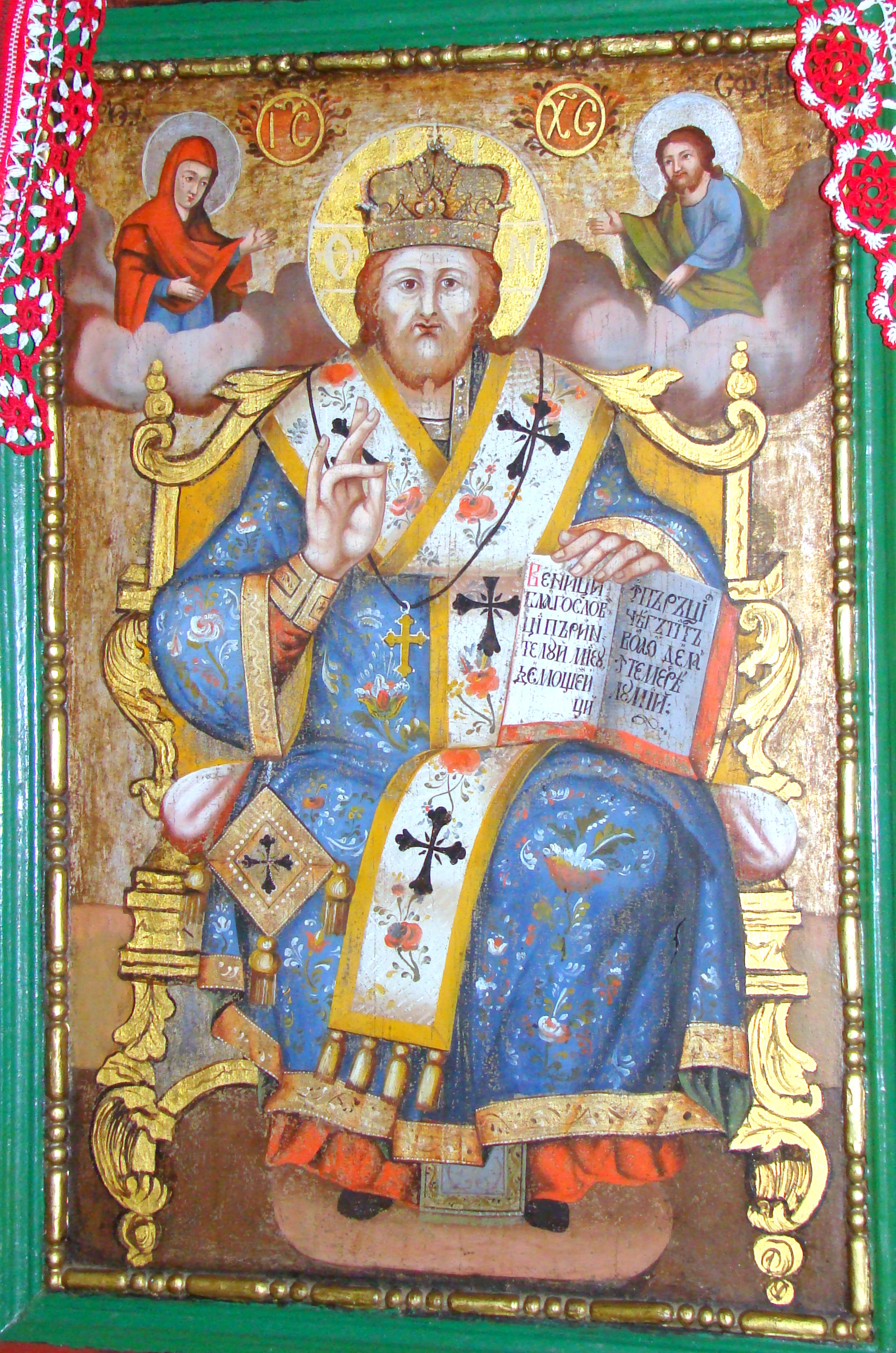
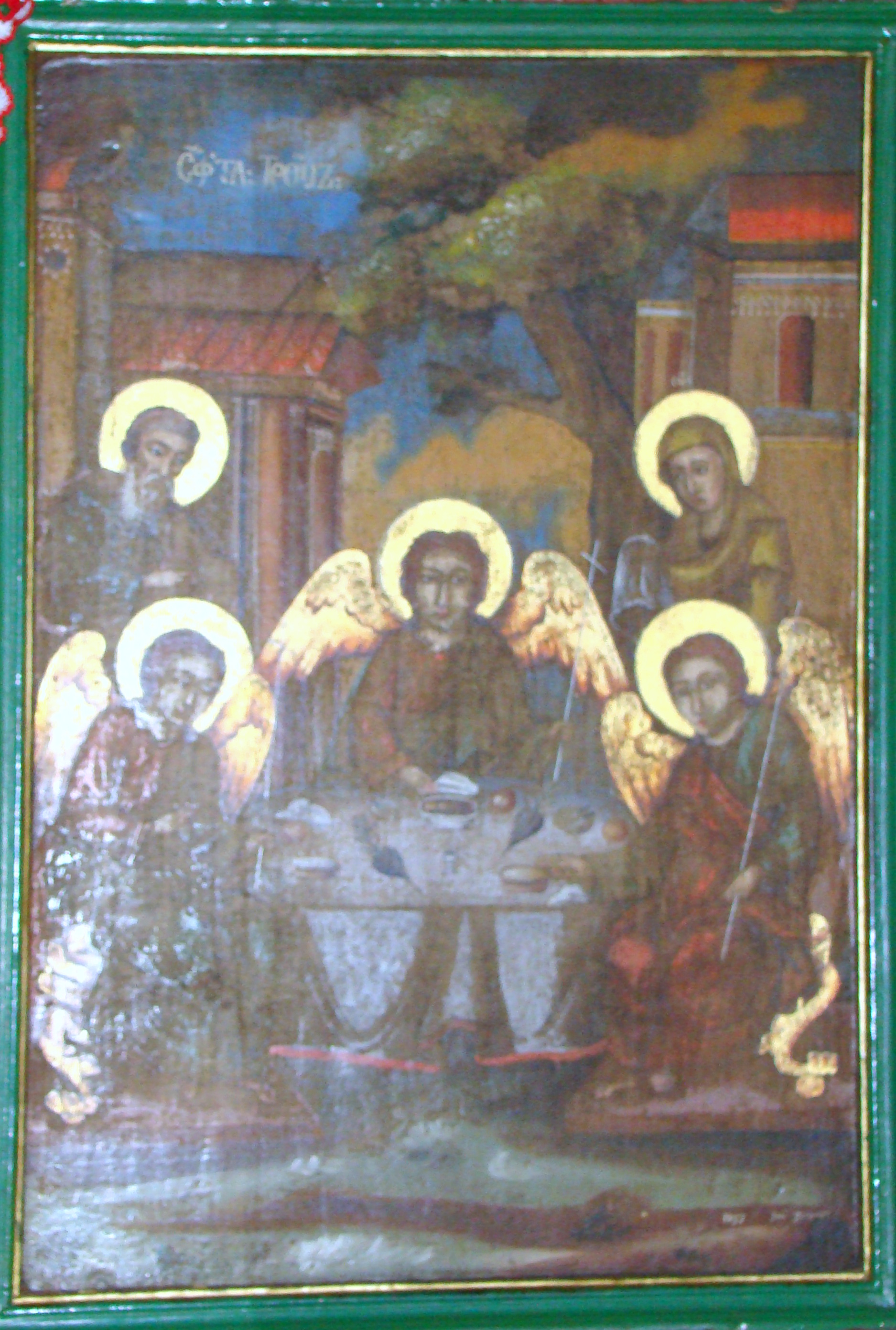
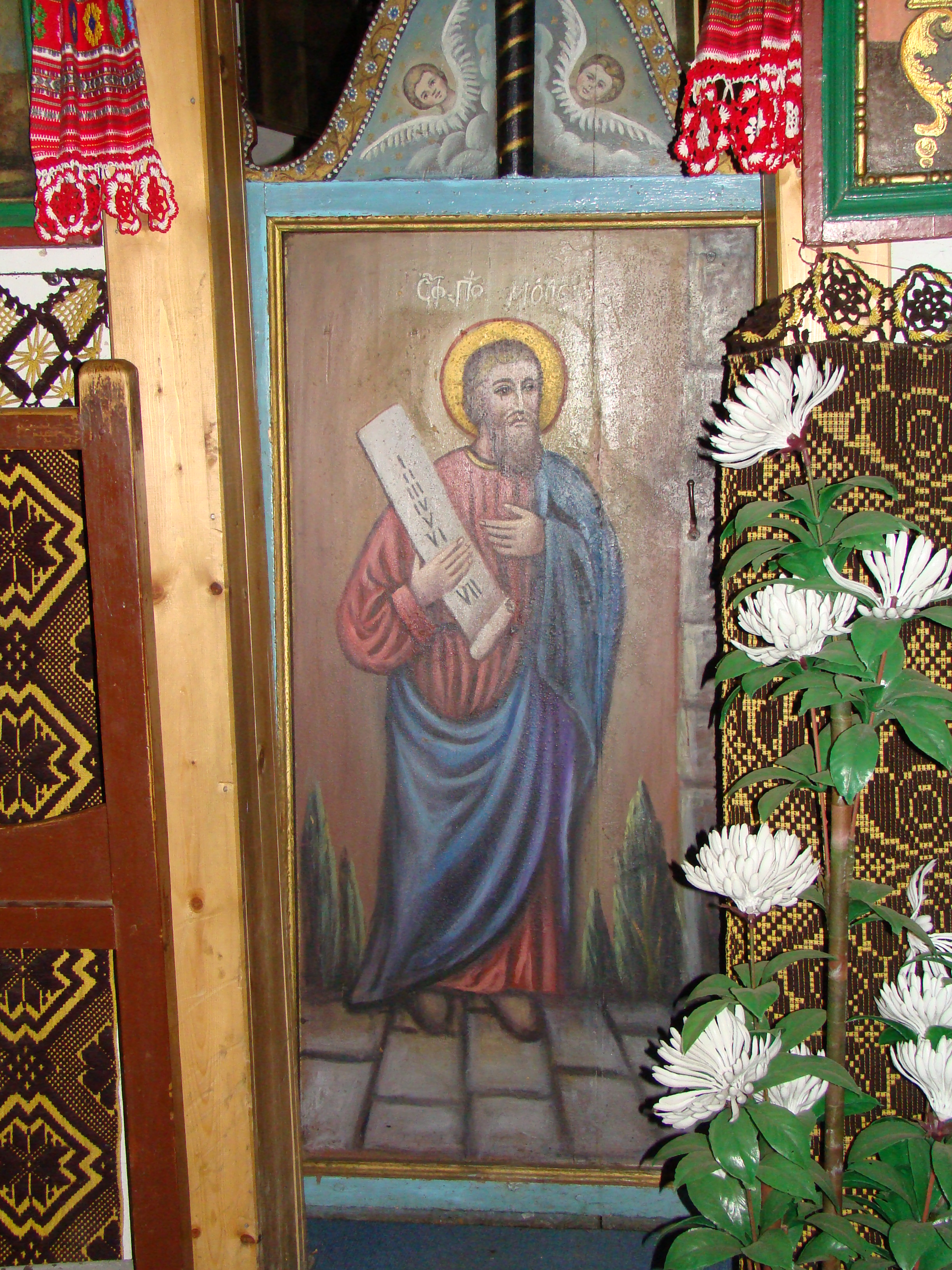
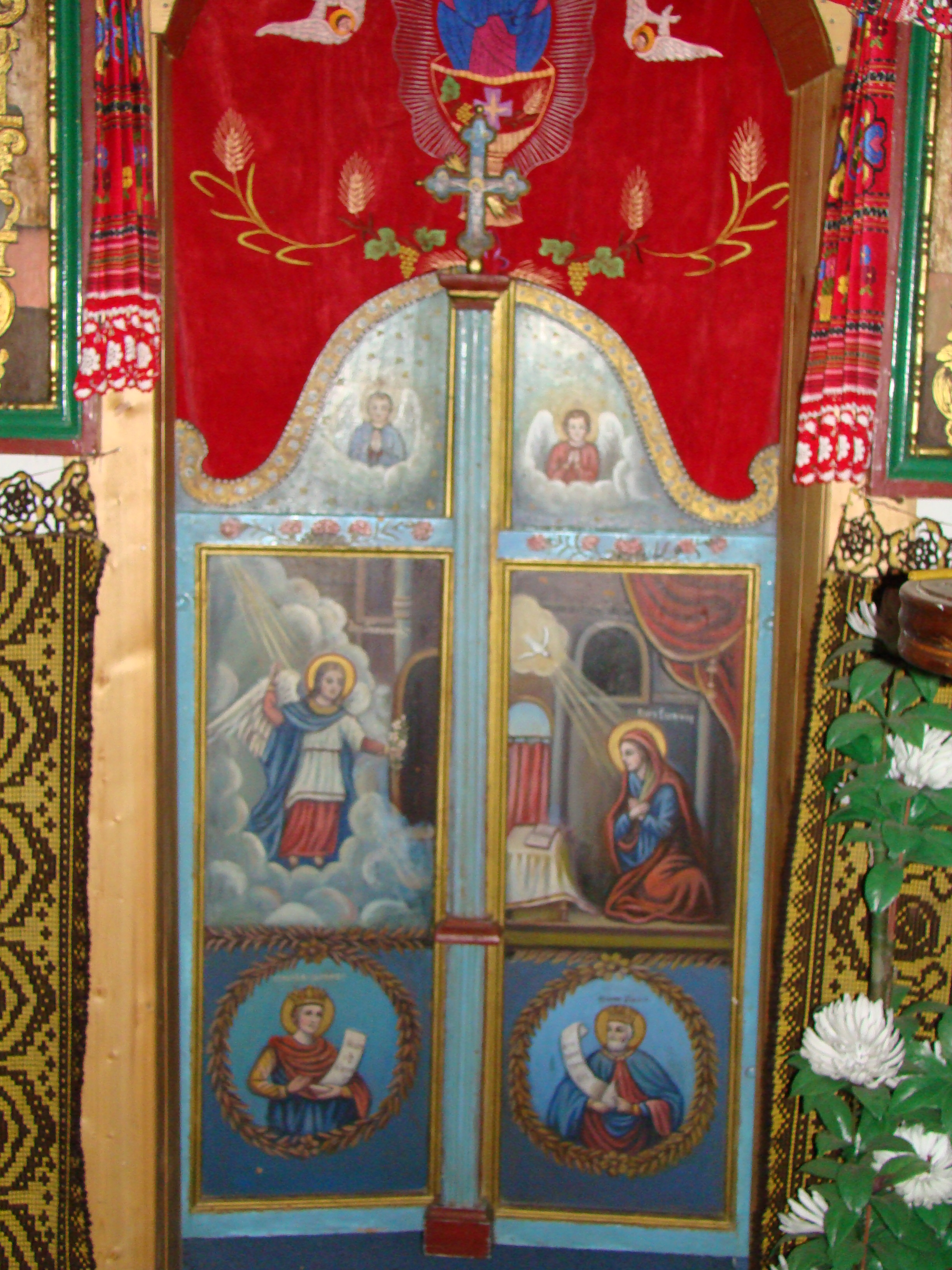
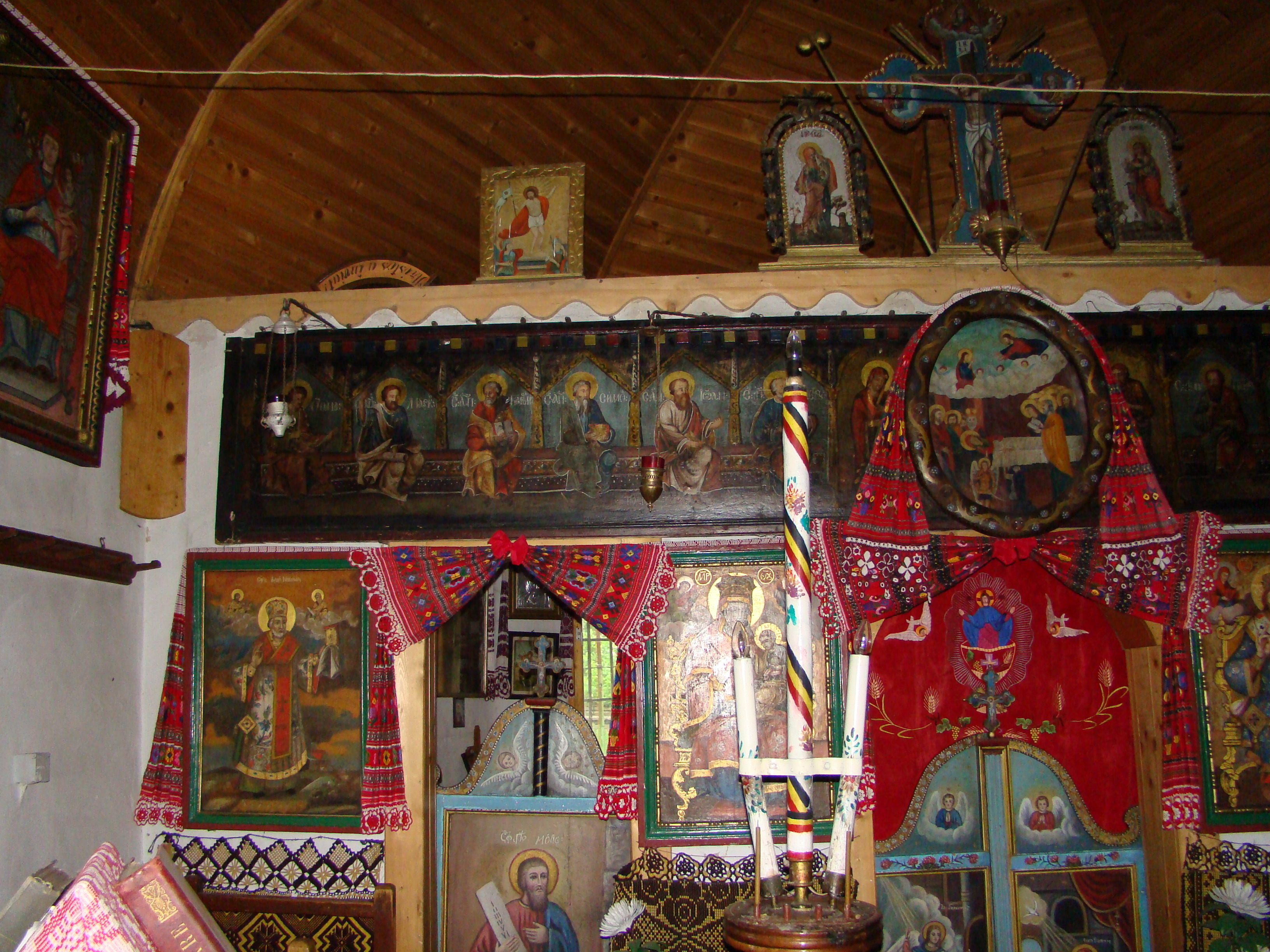
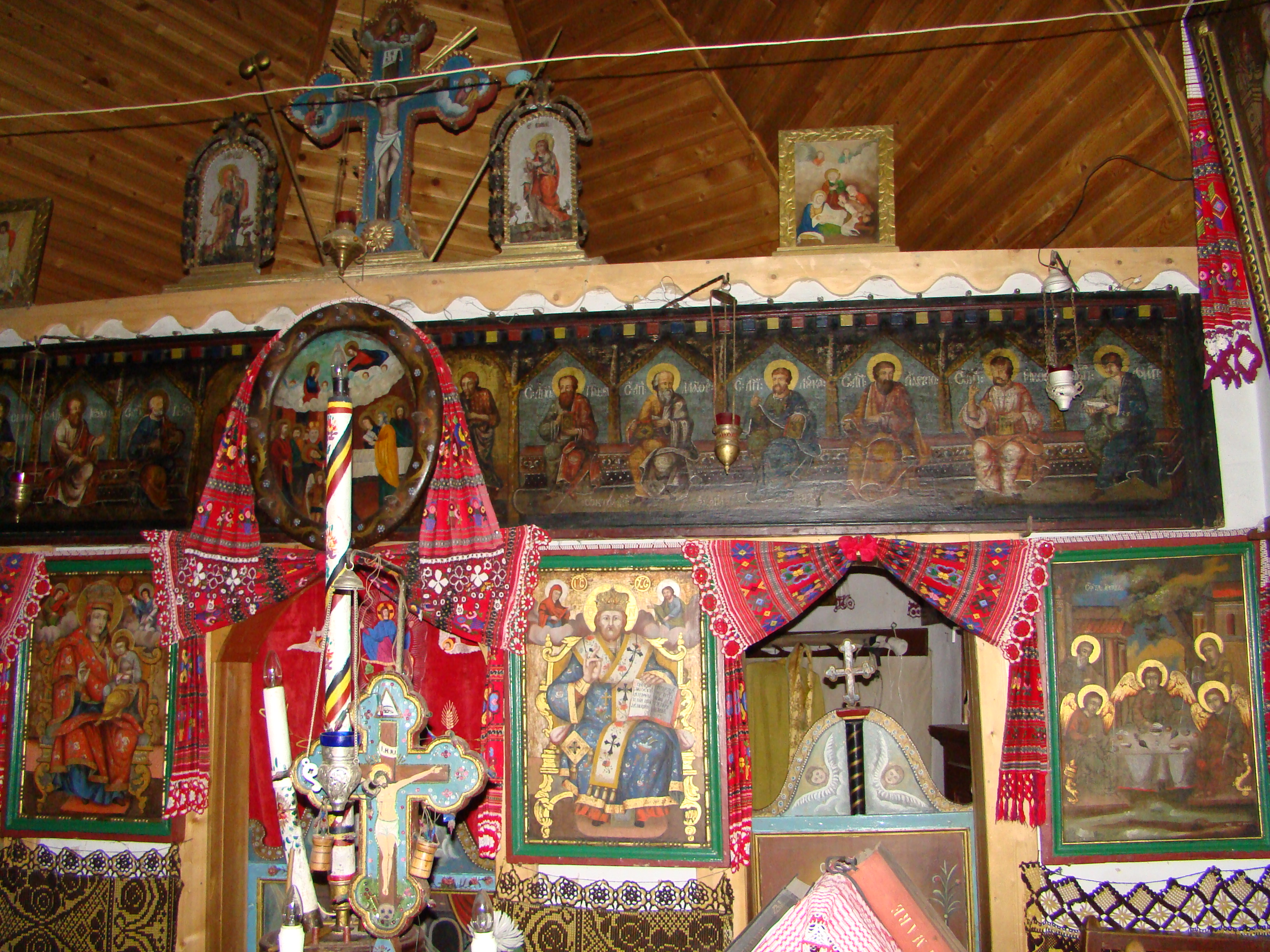
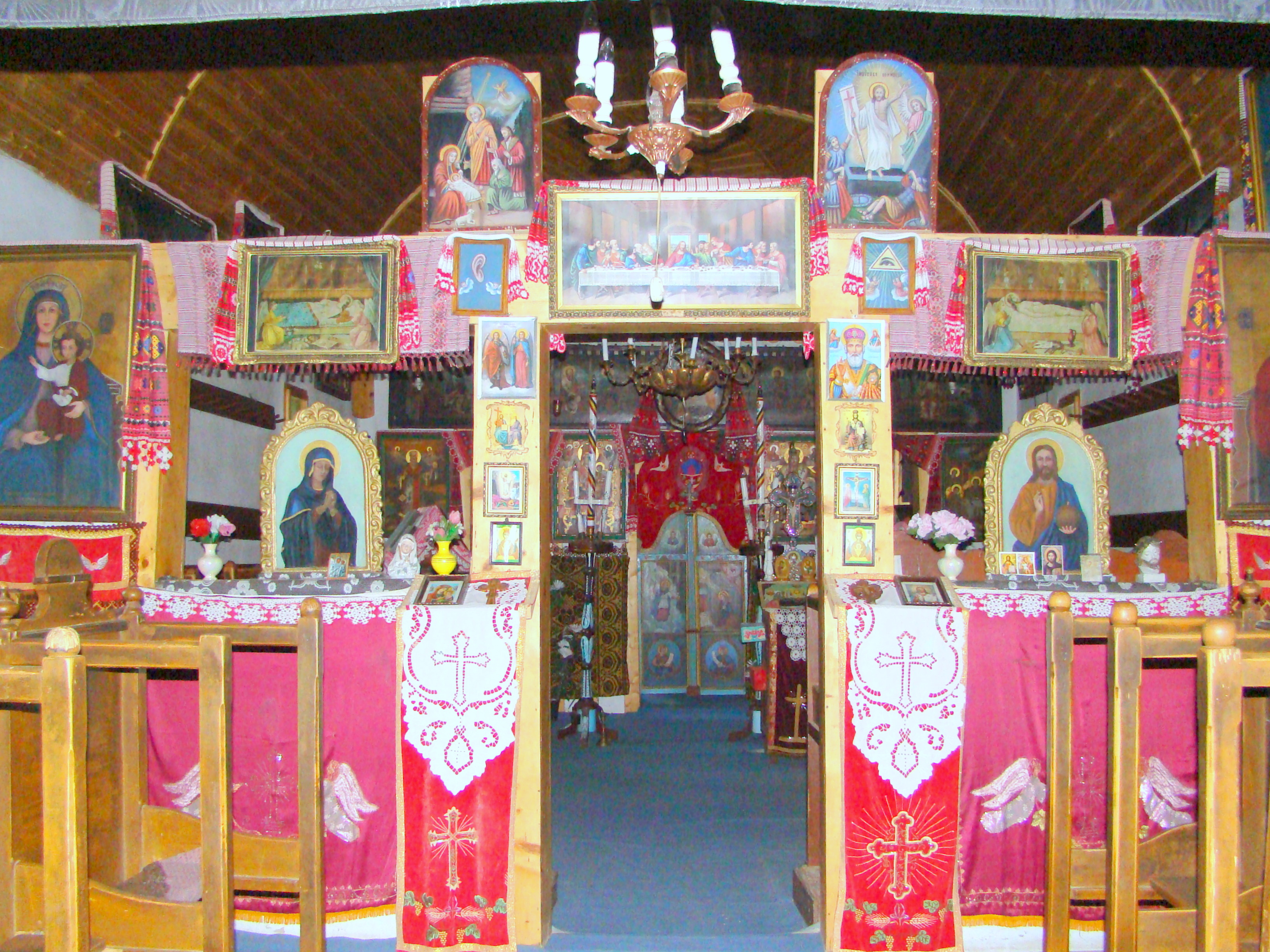
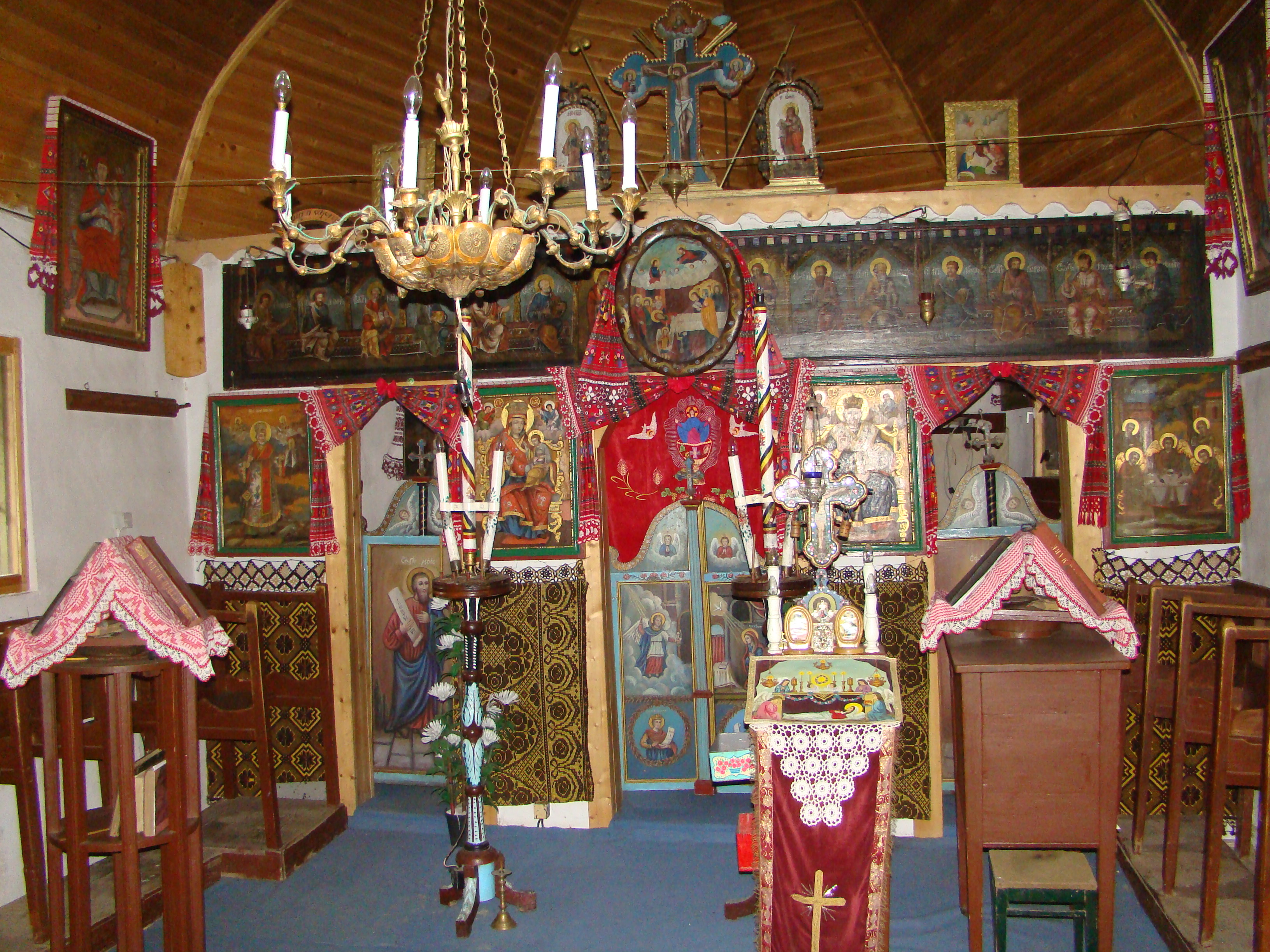
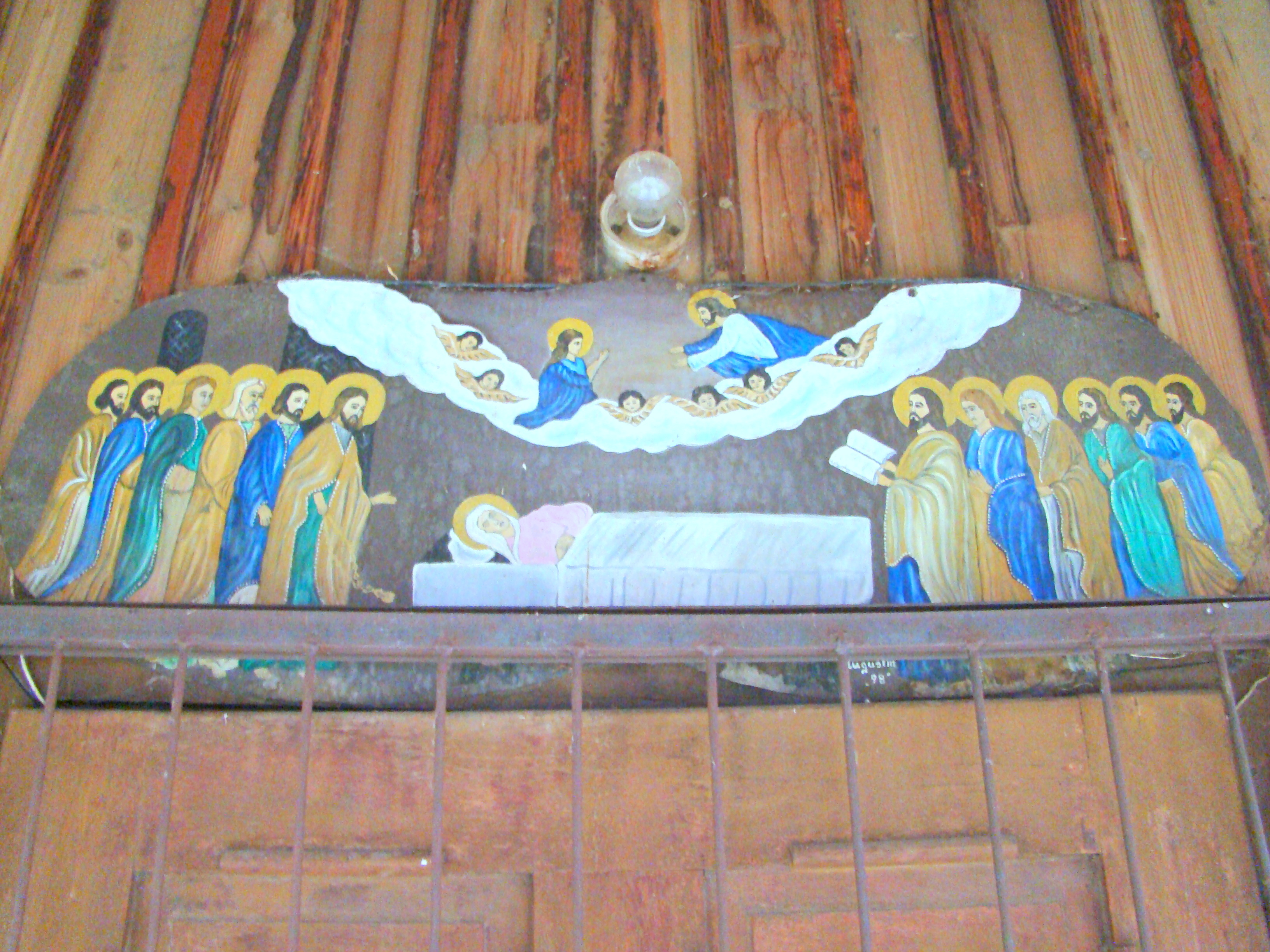
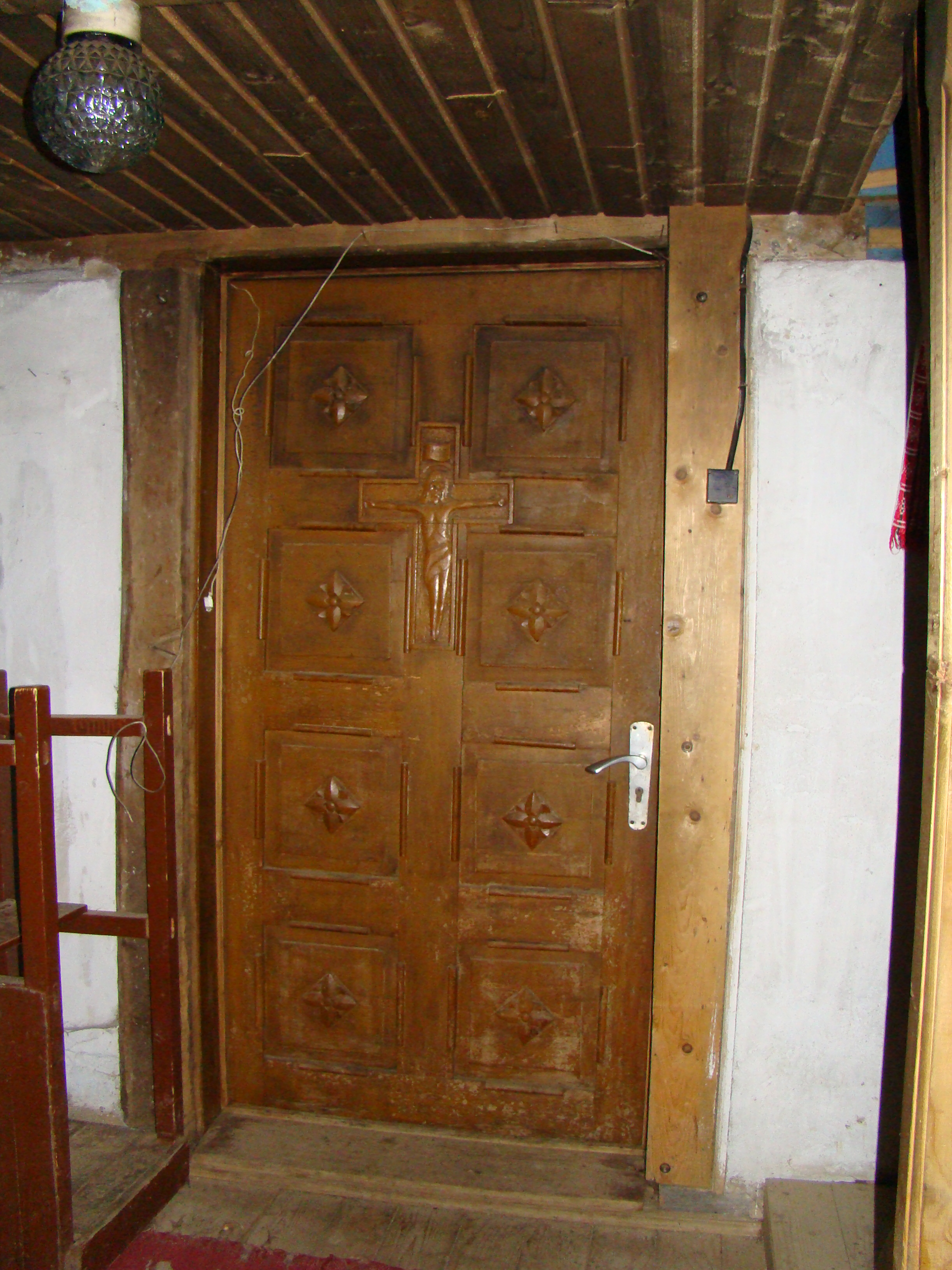
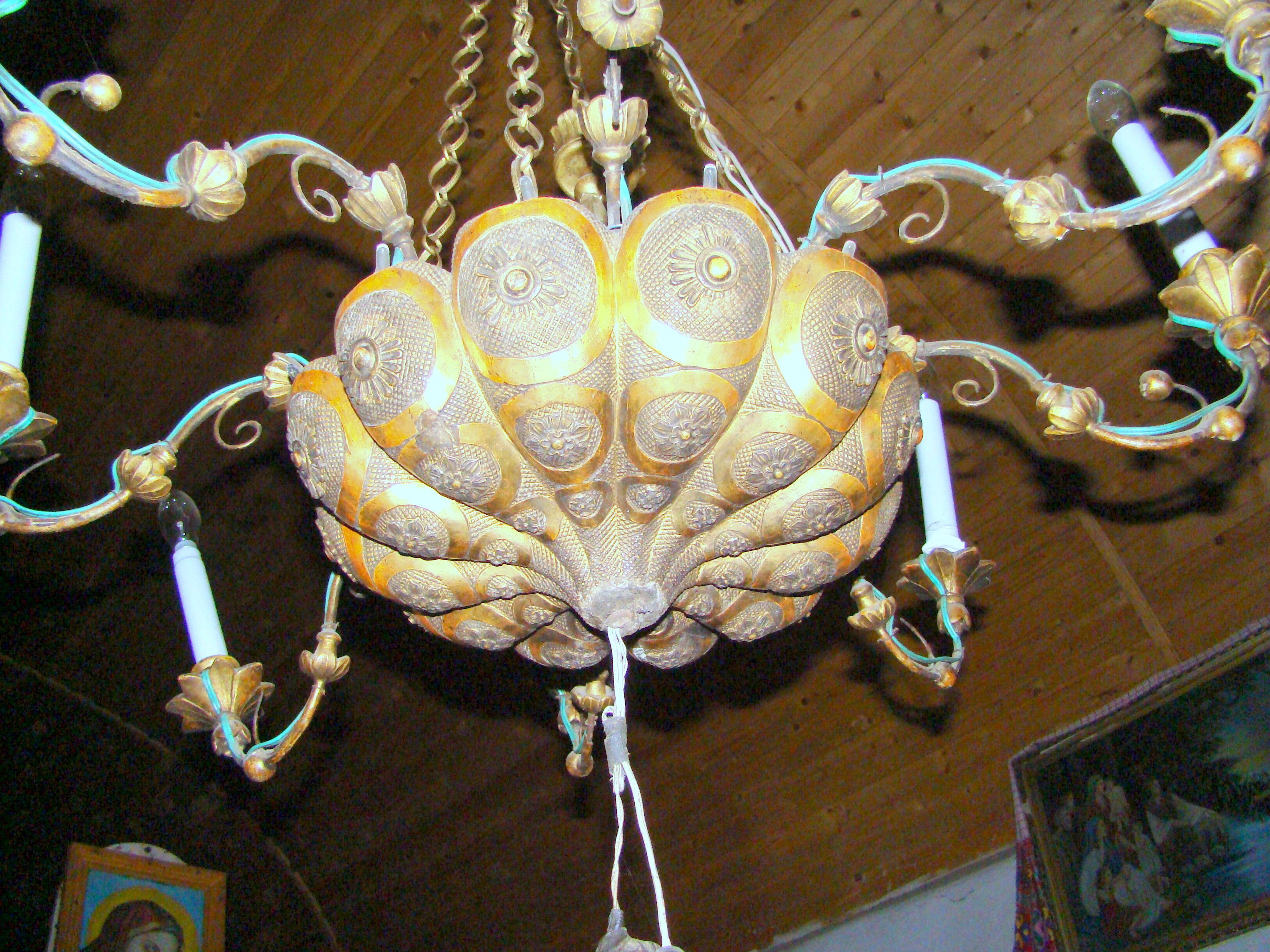
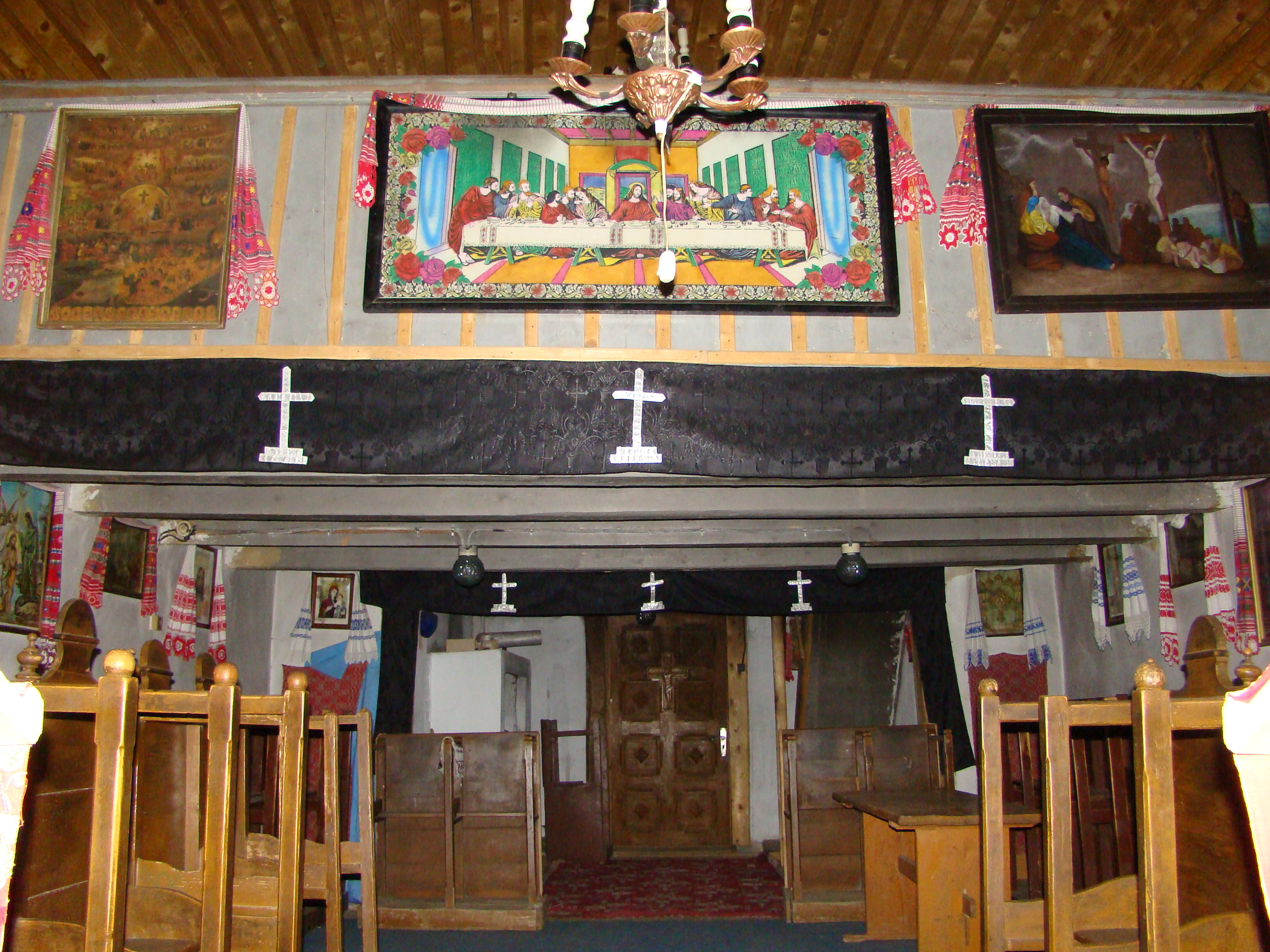
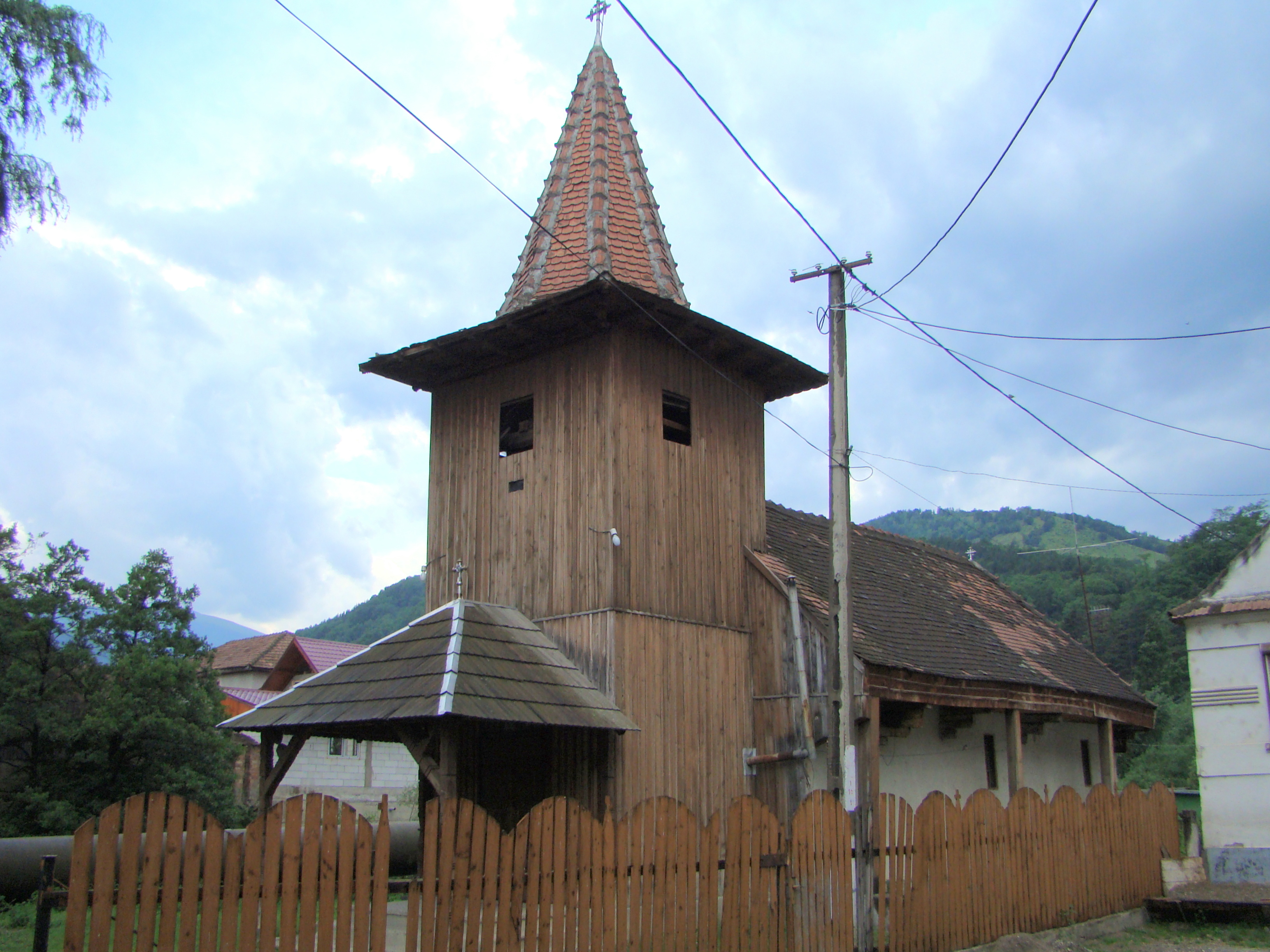
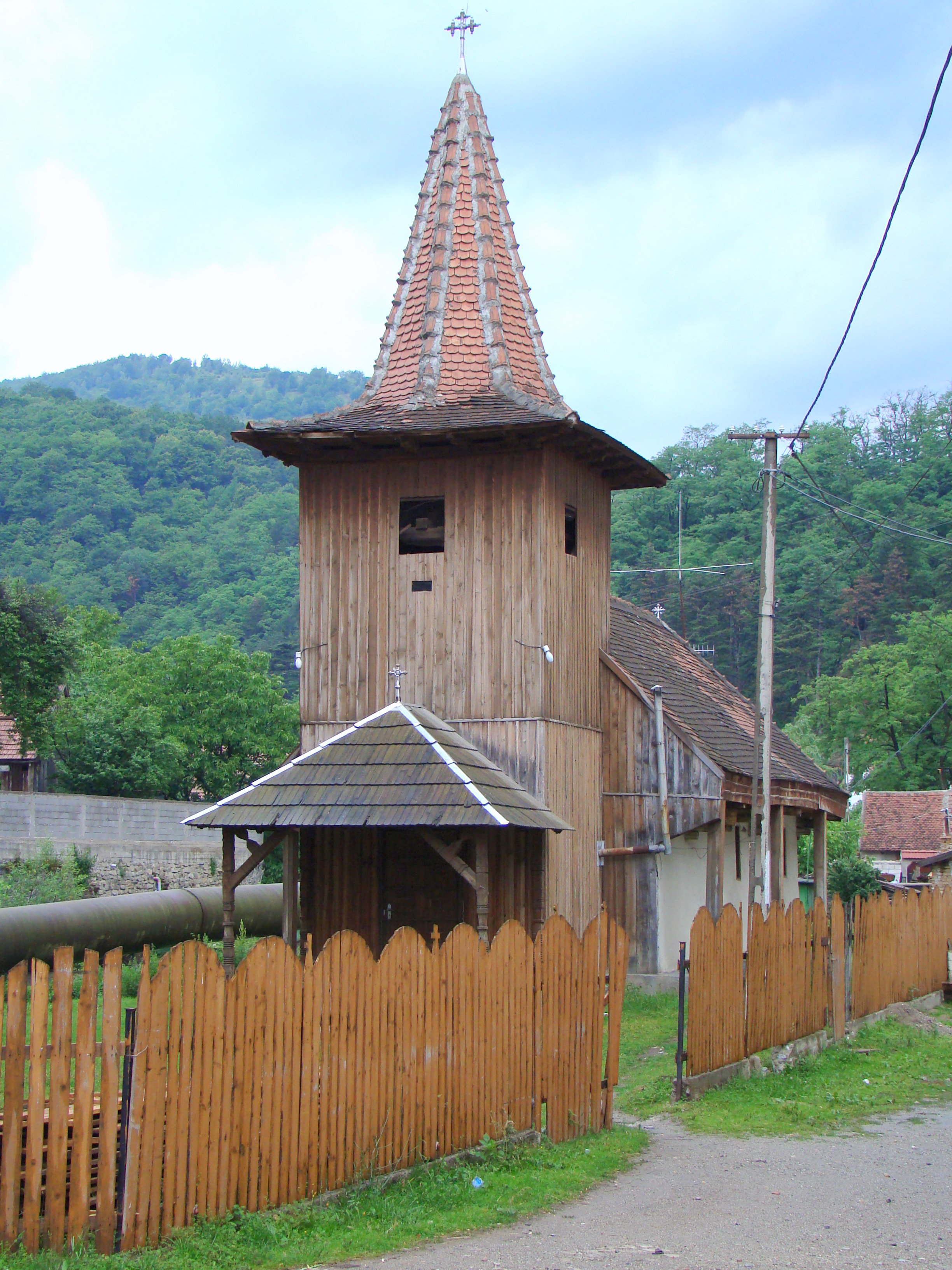
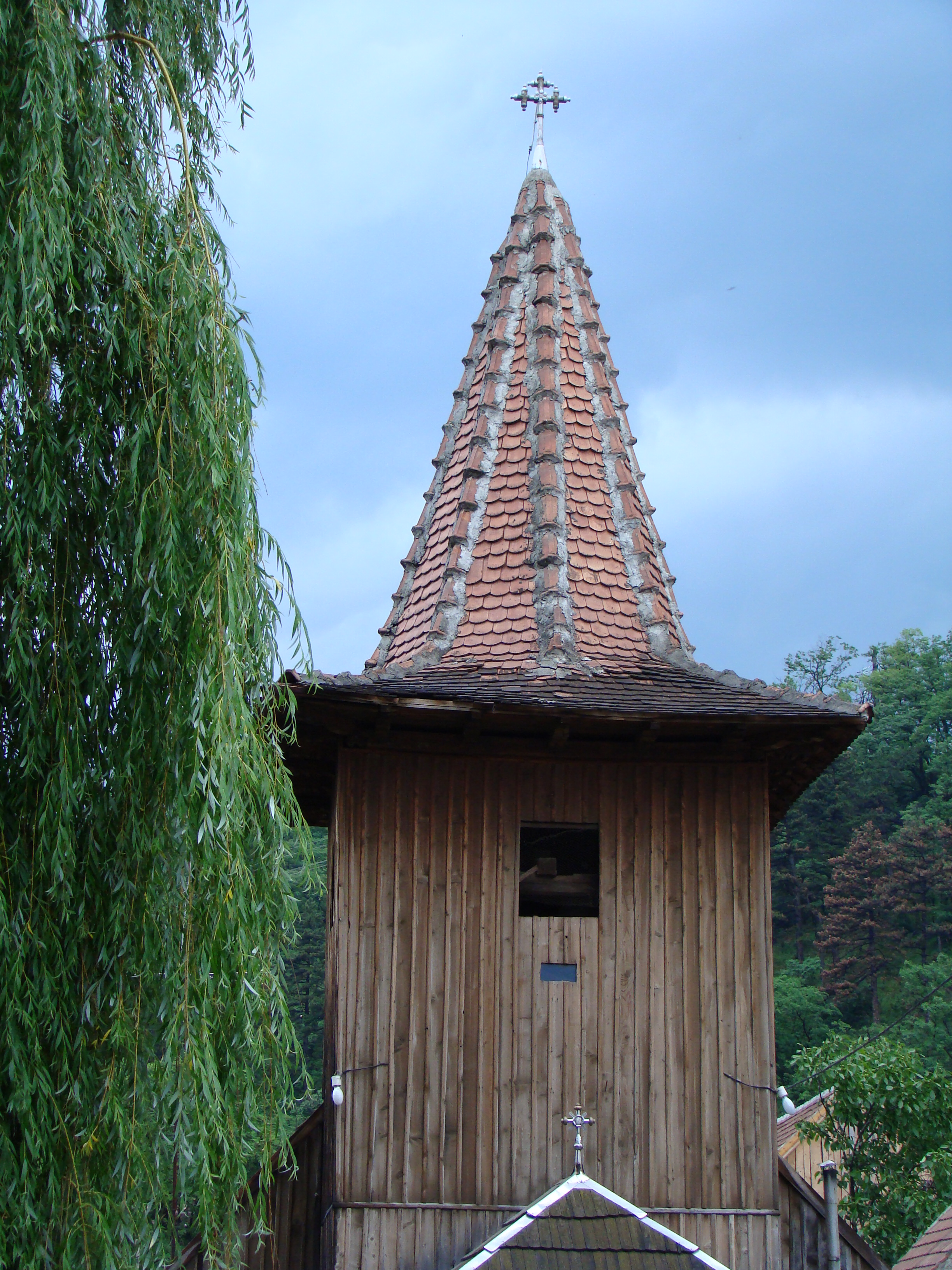
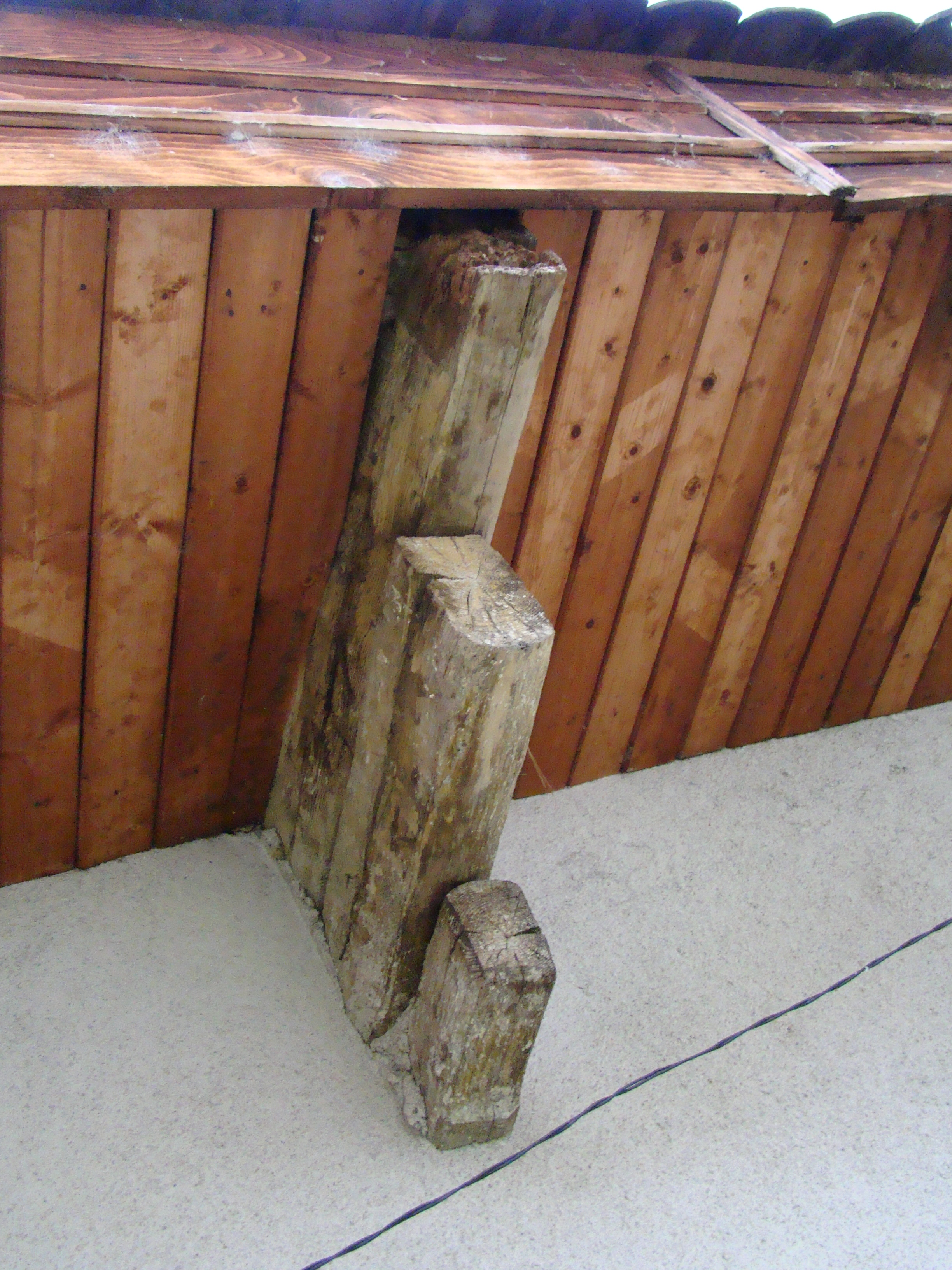
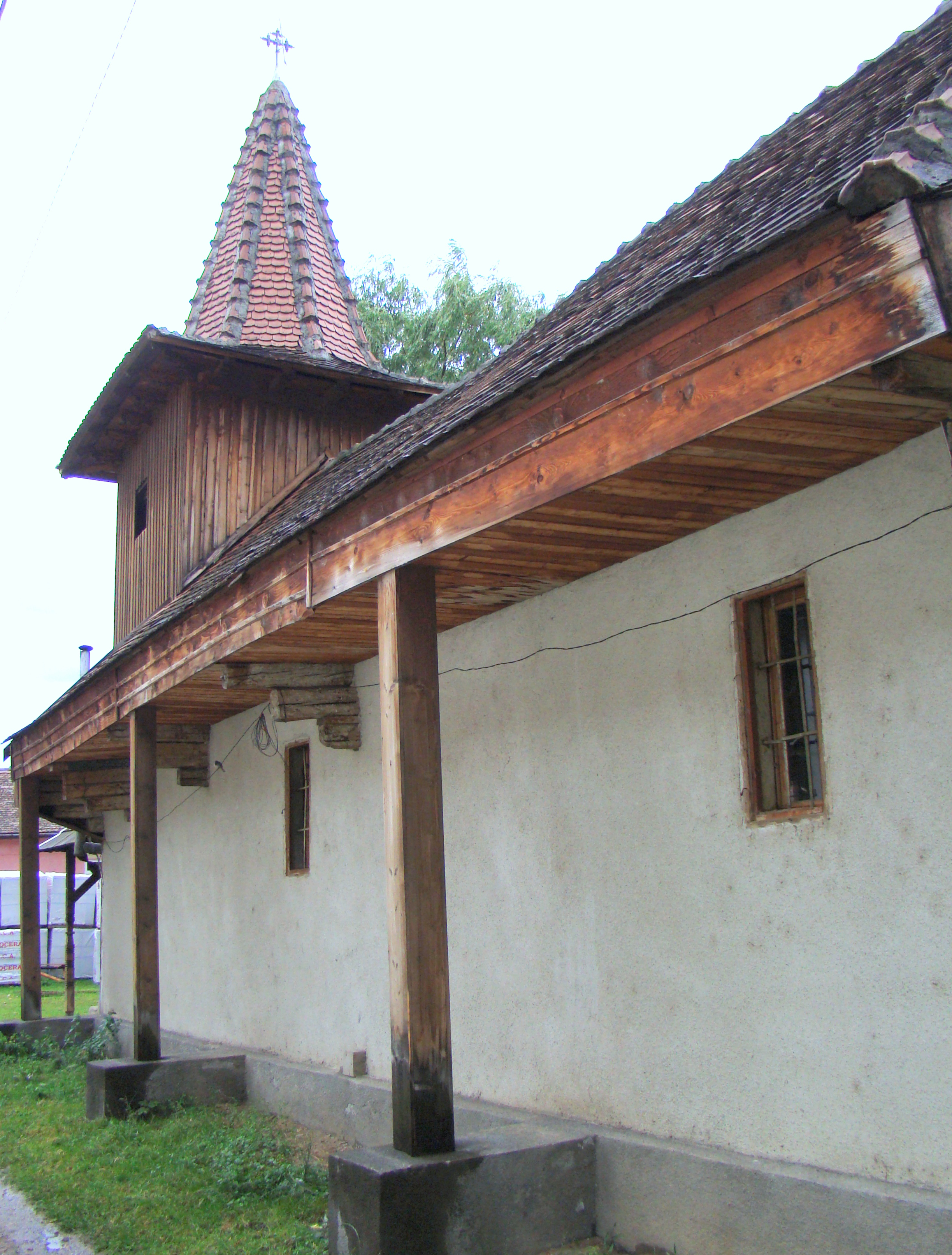
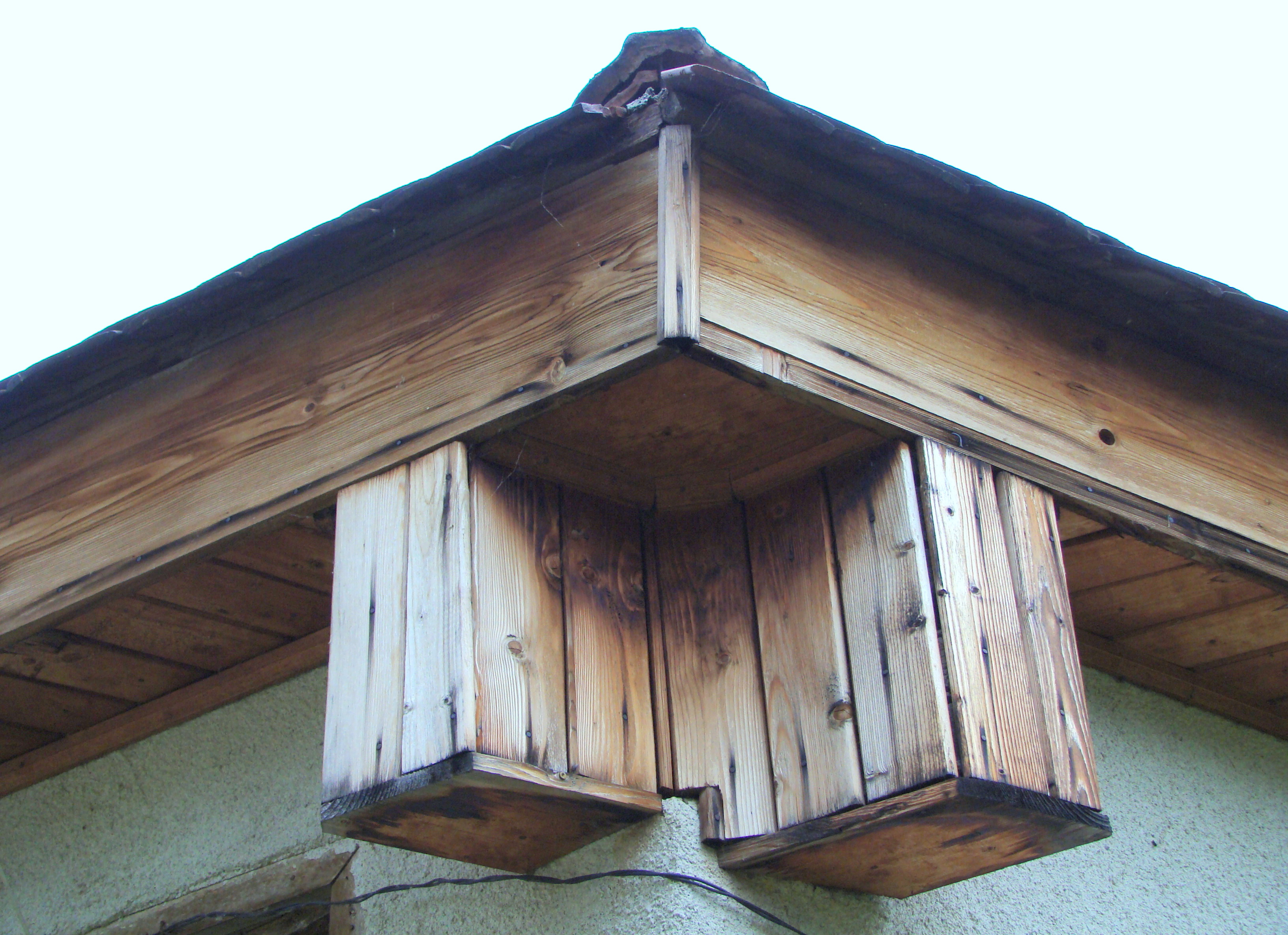
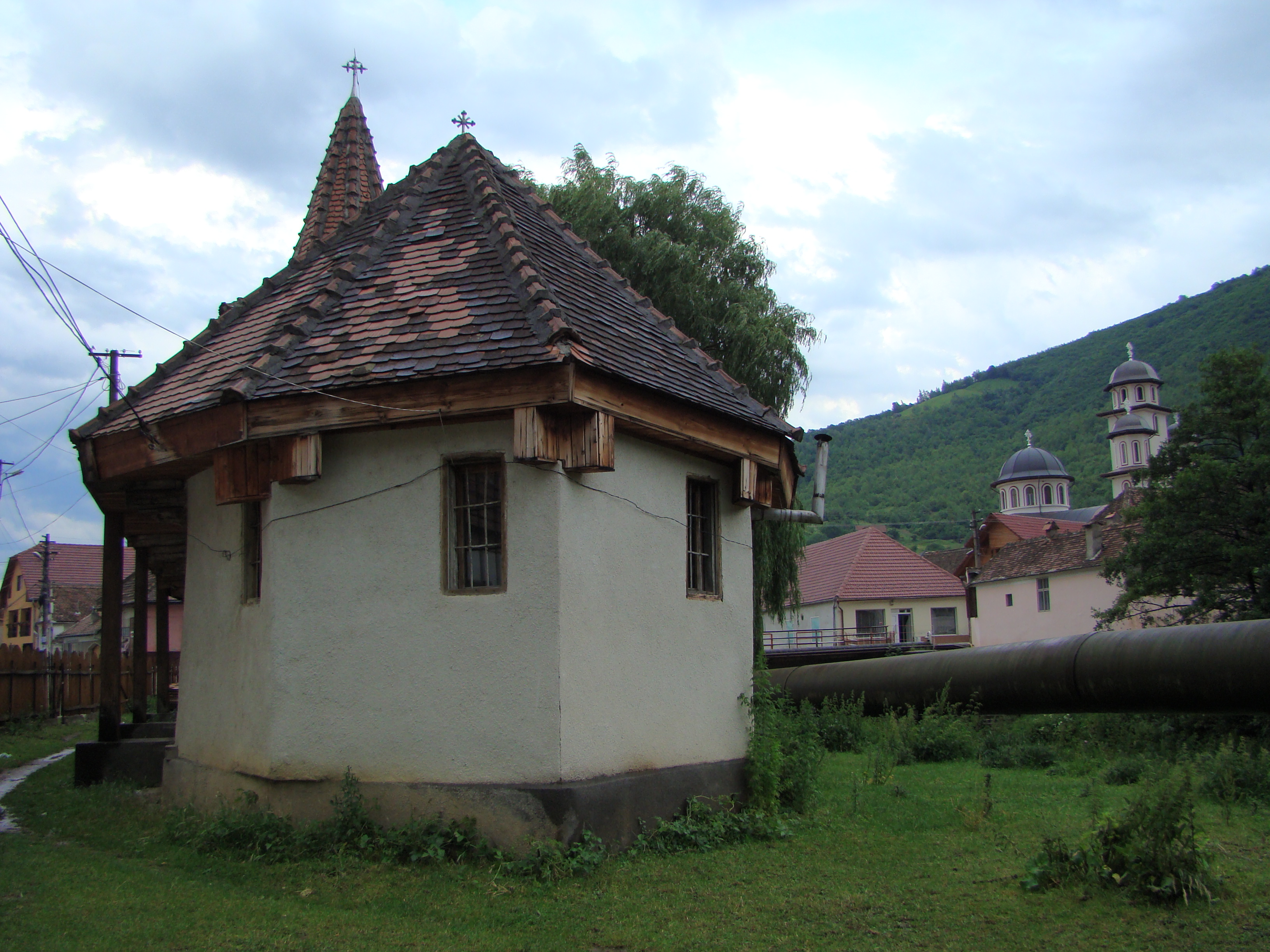
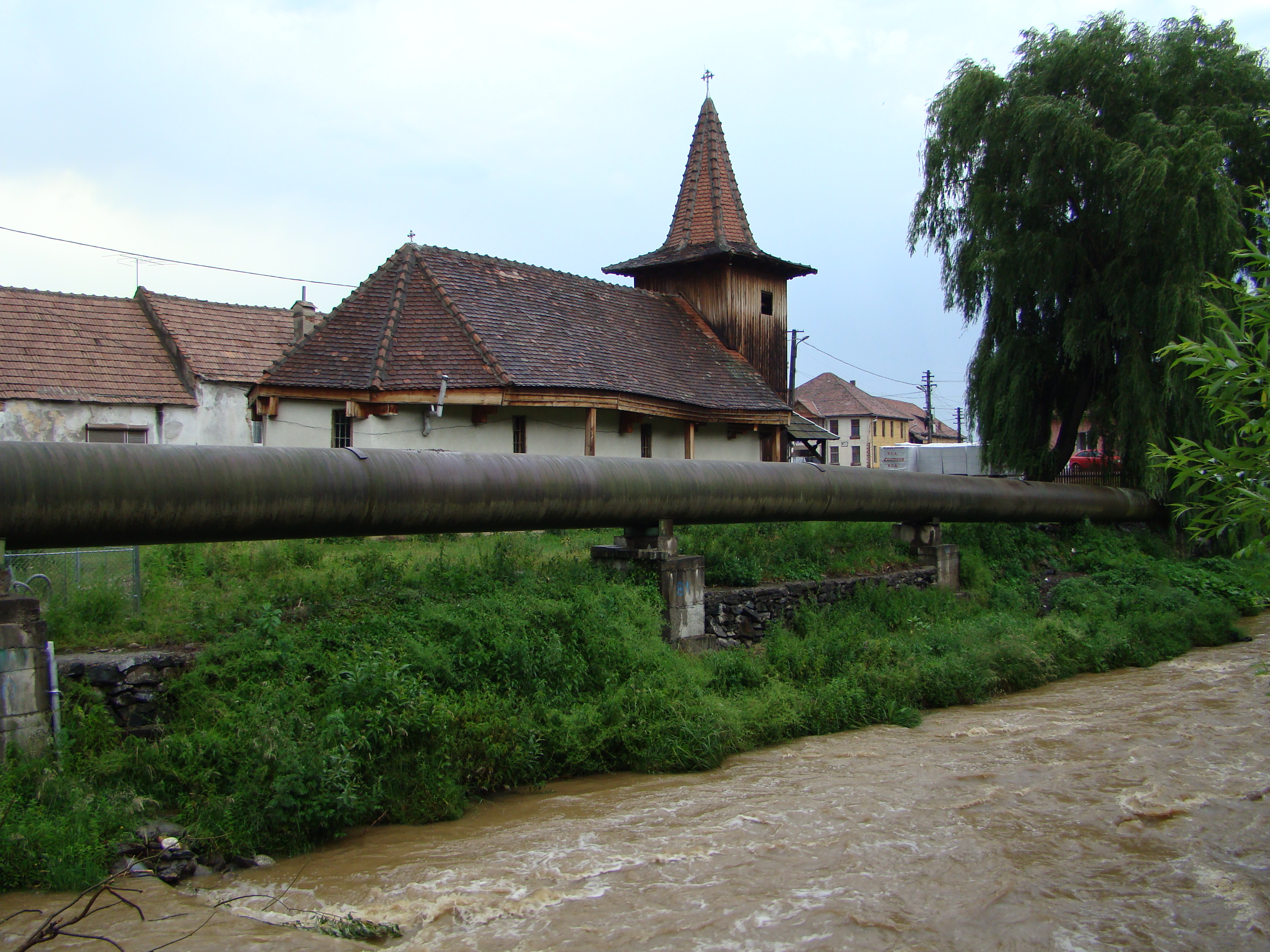
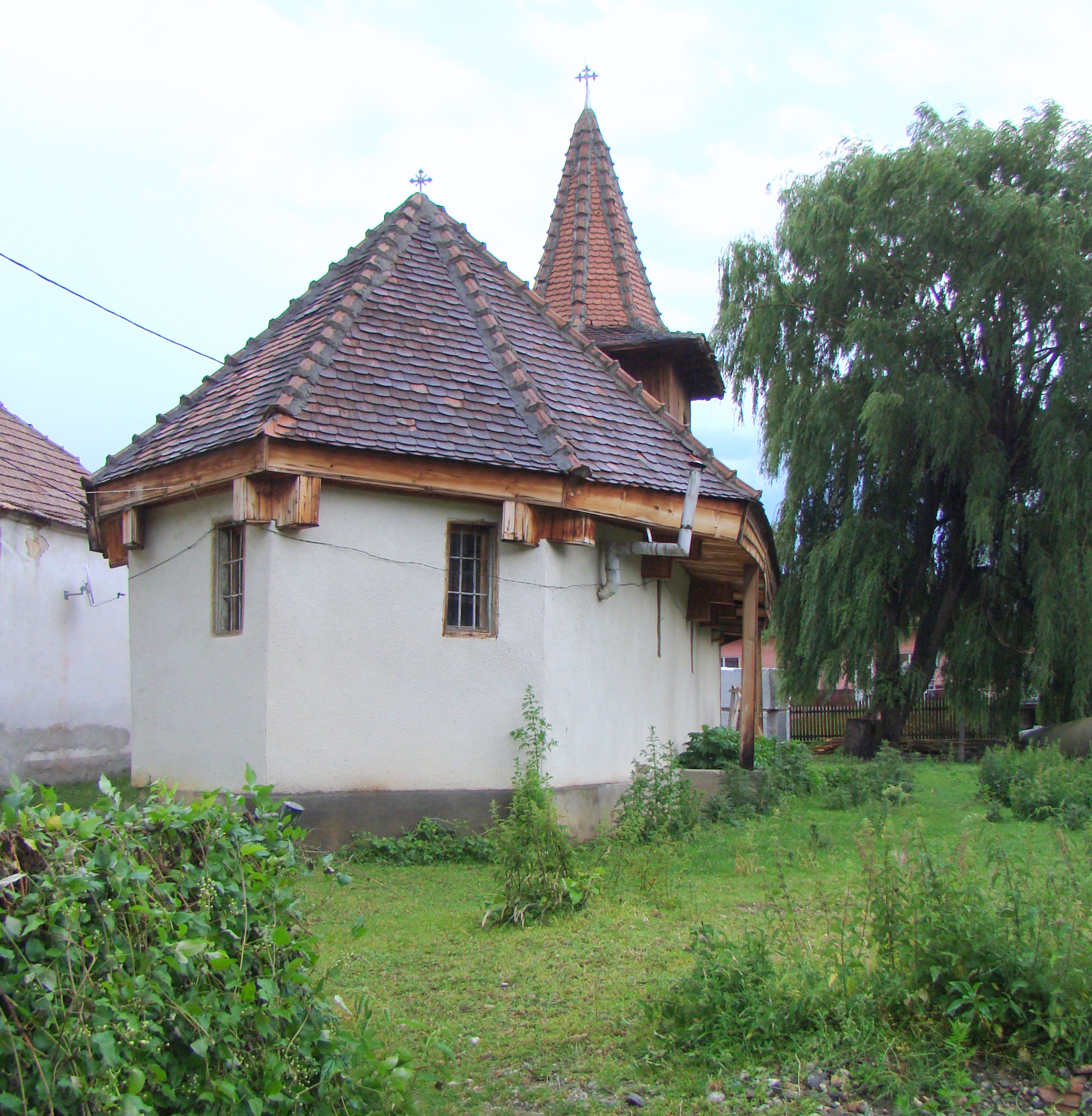